# Speedway-Bundesliga (2006)
Wyniki 1. Bundesligi żużlowej w sezonie 2006.

## Sezon zasadniczy
Sezon składa się z 7 rund (każdy zespół jest po razie gospodarzem). Każdy zespół bierze udział w 4 rundach. Za zwycięstwo w rundzie otrzymuje się 3 punkty, za kolejne miejsca odpowiednio 2,1 i 0. Cztery najlepsze zespoły wystąpią w finale ligi (gospodarzem finału będzie najlepsza drużyna sezonu zasadniczego).
- 1 runda, 16 kwietnia, Neuenknick (zawody przerwane po 12 biegach z powodu opadów deszczu)
  - MSC Diedenbergen - 30; Adam Skórnicki 8 (2,3,3)
  - MSC Brokstedt - 17
  - S.C. Neuenknick – 13; Rafał Okoniewski 1 (0,d,1)
  - ST Berlin Wolfslake - 13; Marcin Sekula 4 (1,2,1); Grzegorz Kłopot 5 (3,1,1)

- 2 runda, 22 kwietnia, Teterow
  - SC Neuenknick 43 pkt; Rafał Okoniewski 13 (3,3,2,2,3); Sebastian Ułamek 14 (3,3,3,3,2)
  - MC Bergring Teterow 42 pkt; Grzegorz Walasek 13 (3,2,3,2,3)
  - MC Nordstern Stralsund 22 pkt.
  - ST Berlin Wolfslake 13 pkt; Grzegorz Kłopot 3 (1,1,u,-,1)

- 3 runda, 1 maja, Brokstedt
  - MSC Brokstedt - 41
  - MSC Olching - 35
  - SC Neuenknick – 32; Sebastian Ułamek 15 (3,3,3,3,3); Rafał Okoniewski 8 (1,1,2,2,2)
  - MC Bergring Teterow - 12; Sławomir Drabik 6 (1,d,1,3,1)

- 4 runda, 14 maja, Diedenbergen
  - MSC Diedenbergen - 35 Adam Skórnicki (3,2,2,3,1) 11
  - MC Bergring Teterow - 32 Grzegorz Walasek (3,3,3,2,3) 14
  - MSC Brokstedt – 27
  - MC Nordstern Stralsund - 26

- 5 runda, 16 lipca, Berlin (przełożona z 25 maja)
  - MSC Brokstedt - 32+3
  - MSC Olching - 32+2
  - MSC Diedenbergen - 30; Adam Skórnicki 11; Robert Miśkowiak 7
  - ST Berlin Wolfslake 26; Grzegorz Kłopot 5

- 6 runda, 17 czerwca, Stralsundzie
  - MSC Olching 36:
  - SC Neuenknick 30:Sebastian Ułamek 14; Rafał Okoniewski 5
  - MC Nordstern Stralsund 27+3:
  - MSC Diedenbergen 27+2; Adam Skórnicki 8+2

- 7 runda, 23 lipca, Olching
  - MSC Olching - 38
  - MC Bergring Teterow - 34; Grzegorz Walasek 12 (3,3,3,w,3)
  - MC Nordstern Stralsund - 24+3; Dawid Cieślewicz 10+3 (3,3,1,3,0); Adrian Gomólski 6 (2,1,d ,1,2)
  - ST Wolfslake Berlin – 24+2; Marcin Sekula 7 (1,1,3,1,1); Ronnie Jamroży 6 (3,0,1,2,0); Łukasz Kasperek 2 (1,-,-,0,1)

| Miejsce | Drużyna                | Duże | Małe |
| 1       | MSC Olching            | 10   | 141  |
| 2       | MSC Brokstedt          | 9    | 117  |
| 3       | MSC Diedenbergen (M)   | 7    | 122  |
| 4       | SC Neuenknick          | 7    | 118  |
| 5       | MC Bergring Teterow    | 6    | 120  |
| 6       | MC Nordstern Stralsund | 3    | 99   |
| 7       | ST Berlin Wolfslake    | 0    | 75   |

## Finał Bundesligi 2006
3 października 2006 – Olching
| Msc | | Drużyna / Zawodnik                                    | Biegi            | Punkty |
| --- | --- | ----------------------------------------------------- | ---------------- | ------ |
| 1   | | MSC Olching                                           | MSC Olching      | 38     |
| 1   | (1) Joachim Kugelmann (2) Robert Barth (3) Martin Smolinski (4) Matej Ferjan (17) Frank Facher       | (1,-,-,1,3) (2,2,2,0,2) (2,1,3,3,2) (3,1,3,3,3) (0,1) | 5 8 11 13 1      |        |
| 2   | | MSC Diedenbergen                                      | MSC Diedenbergen | 31     |
| 2   | (9) Thomas Stange (10) Norbert Magosi (11) Robert Kessler (12) Adam Skórnicki (19) Tobias Kroner     | (1,3,2,3,0) (2,2,2,2,0) (0,-,-,1) (2,3,u,1,3) (1,1,2) | 9 8 1 9 4        |        |
| 3   | | SC Neuenknick                                         | SC Neuenknick    | 26     |
| 3   | (13) Kevin Wolbert (14) Damian Baliński (15) Rafał Okoniewski (16) Mathias Bartz (20) Dominik Moller | (1,0,0,2,0) (1,3,1,3,3) (3,3,2,2,2) (0,-,-,0,0) (0,0) | 3 11 12 0 0      |        |
| 4   | | MSC Brokstedt                                         | MSC Brokstedt    | 25     |
| 4   | (5) Matthias Kröger (6) Joonas Kylmäkorpi (7) Stephan Katt (8) Charlie Gjedde (18) Ramon Stanek      | (0,-,3,0,1) (3,2,3,1,1) (3,1,-,0,1) (0,2,1,2,1) (0,0) | 4 10 5 6 0       |        |

Bieg po biegu
1. Ferjan, Skórnicki, Baliński, Kroeger
2. Kylmaekorpi, Smolinski, Wolbert, Kessler
3. Okoniewski, Barth, Stange, Gjedde
4. Katt, Magosi, Kugelmann, Bartz
5. Stange, Kylmaekorpi, Ferjan, Moller
6. Okoniewski, Magosi, Smolinski, Stanek
7. Skórnicki, Barth, Katt, Wolbert
8. Baliński, Gjedde, Kroner, Facher
9. Ferjan, Magosi, Gjedde, Wolbert
10. Smolinski, Stange, Baliński, Stanek
11. Kroeger, Barth, Kroner, Moller (za Bartza)
12. Kylmaekorpi, Okoniewski, Facher, Skórnicki (u)
13. Smolinski, Gjedde, Skórnicki, Bartz
14. Ferjan, Okoniewski, Kessler, Katt
15. Baliński, Magosi, Kylmaekorpi, Barth
16. Stange, Wolbert, Kugelmann, Kroeger
17. Kugelmann, Kroner, Kroeger, Bartz
18. Skórnicki, Barth, Katt, Wolbert
19. Baliński, Smolinski, Gjedde, Magosi
20. Ferjan, Okoniewski, Kylmaekorpi, Stange